# Mangan (distrikt)
Mangan, till 2021 North District eller North Sikkim (nepali: उत्तरी सिक्किम), är ett distrikt i den indiska delstaten Sikkim. Den administrativa huvudorten är Mangan. Antalet invånare är 43 709.